# Hans Muthesius
Hans Muthesius (ur. 2 października 1885 w Weimarze, zm. 1 lutego 1977 we Frankfurcie nad Menem) – niemiecki prawnik działający w dziedzinie prac socjalnych, nazistowski działacz, współtwórca niemieckiego obozu koncentracyjnego w Łodzi, po wojnie prominentny polityk niemieckiej lewicy. 
W czasach III Rzeszy zainicjował powstanie kilku obozów koncentracyjnych dla dzieci (w tym niemowląt), m.in. w Łodzi. Obozy te zostały zorganizowane tak, by głód i bicie wyniszczyły osadzonych tam ludzi. 
Po wojnie został wybrany na przewodniczącego Niemieckiego Związku Opieki Społecznej i Prywatnej, później był honorowym przewodniczącym tej organizacji. W 1950 uzyskał tytuł profesora, a w 1956 dostał tytuł profesora honorowego nadany przez Uniwersytet Johanna Wolfganga Goethego we Frankfurcie nad Menem. W 1953 otrzymał Order Zasługi Republiki Federalnej Niemiec, a w 1960 dodatkowo gwiazdę do tego orderu (federalny Wielki Krzyż Zasługi z Gwiazdą). 